# Joru
joru（ジョル）は、日本の作詞家である。明治大学商学部出身。作詞家としての名義はjoru、joru from STRIKERSがあり、作詞家の他にボーカリストとしての活動がある。

## 主な提供楽曲

### 作詞

#### joru from STRIKERS
2023年
- TVアニメ『レヱル・ロマネスク2』主題歌「pas @ pas！」

作詞:joru from STRIKERS 作編曲:西坂恭平　歌:Ayumi.
- TVアニメ『レヱル・ロマネスク2』キャラクターソング

「Nattitude 」歌：なこ(CV.島袋美由利) 作詞:joru from STRIKERS 作編曲:折倉俊則

「6tekiQ.E.D」歌：むむむ(CV.楠木ともり)作詞:joru from STRIKERS 作編曲:折倉俊則

「growlin' world」歌：ノワール(CV.山根綺)作詞:joru from STRIKERS 作編曲:折倉俊則

2022年
- ラジオ関西 アニたまどっとこむch「らなミナのおみあい〇〇」番組オリジナル曲『reversible mOOn』 歌:森下来奈 中澤ミナ

作詞:joru from STRIKERS 作編曲:NAMBO

2021年
- プリンセスコネクト!Re:Dive (ゲーム)［Cygames］
  - エンディングテーマ「キンキラ☆ハピネス!」

(今井麻美・沼倉愛美・田所あずさ・松嵜麗によるユニット歌唱)

10月
- TVアニメ「180秒で君の耳を幸せにできるか？」主題歌

『Chuchoter』歌:Ayumi. 作詞:joru from STRIKERS 作編曲:西坂恭平
6月
- ラジオ関西 アニたまどっとこむch「峯田・和泉のぽてまぼ！」　番組オリジナル曲『Pattern Marble!』歌:峯田茉優 和泉風花

作詞:joru from STRIKERS  作編曲:西坂恭平 折倉俊則
- 廣瀬大介の声友部

『aleXandrite』歌:廣瀬大介
作詞:joru from STRIKERS 作編曲:折倉俊則 from STRIKERS
- Nintendo Switch™・PlayStation®4向けソフト

「魔界戦記ディスガイア6」劇中歌『One More Time』作詞:joru 作編曲:佐藤天平
2020年
- TVアニメ「レヱル・ロマネスク」主題歌  『Bon Voy@ge！』歌:新海雅代 作詞:joru from STRIKERS 作編曲:折倉俊則
- 桜咲千依 配信シングル「DAHLiA CHOCOLATA」歌:桜咲千依　作詞:joru from STRIKERS  作編曲:折倉俊則

・まいてつ Last Run!! 主題歌

日々姫afterオープニングテーマ「blooming symphony」
歌：Ayumi.(Astilbe×arendsii) / 作詞：joru from STRIKERS / 作曲・編曲：折倉俊則 from STRIKERS

日々姫afterエンディングテーマ「floraison」　
歌：美郷あき / 作詞：joru from STRIKERS / 作曲・編曲：湊賀久 from STRIKERS

日々姫挿入歌「リトルプリュム」
歌：Duca / 作詞：joru from STRIKERS / 作曲・編曲：湊賀久 from STRIKERS

•2019年
- 廣瀬大介の声友部(※インターネット配信)
  - 番組テーマソング「bright steps」作編曲　折倉俊則

#### joru
- 魔界ウォーズ(ゲーム)［日本一ソフトウェア］
  - オープニングテーマ「Get My wAy」 (歌・作曲・編曲は、佐藤天平)

曲タイトルはニコニコ生放送にて公開[6]

- 魔女と百騎兵2(ゲーム)［日本一ソフトウェア］
  - エンディングテーマ1「End Of The Rainbow」[7]
  - エンディングテーマ2 「Say Good-by」(作曲・編曲は、佐藤天平)

- ICE CREAM SUICIDE(アイドル)
  - 1st Mini Album「I.S.C.R.E.A.M」収録
    - 『Joyダッシュ』(上田ゆうこ、KOCHOとの共作詞)[8]
    - 『もっとれぼりゅーしょん』(KOCHOとの共作詞)[8]

## 略歴

### 2015年
- 関東地域・テレビ朝日系列にて放映の Musicる TV内にコーナー出演。
  - CAPCOMのアーケード本格音楽ゲーム「crossbeats REV.」採用曲オーディション、

- 「音楽作家塾」にてボーカリストとして登場[9]

(同コーナーにはトラックメイカーの5u5h1・Kyota.が、ボーカリストとして武田れい・とよだま・希狐が出演)

### 2017年
- 9/26付で、作詞家として株式会社AYUMI ONE.(制作チームSTRIKERS)に所属を発表。[10]同月より、作詞家としての活動を開始。(株式会社AYUMI ONE.は、Ayumi.が代表取締役を務める音楽制作会社)